# Dry
Dry är PJ Harveys debutalbum som släpptes den 30 juni 1992. Albumet spelades in i Icehouse i Yeovil i England och släpptes två gånger, först på skivbolaget Too Pure tillsammans med en begränsad utgåva av Demonstration LP samt med en mycket begränsad utgåva av en 80 minuterscd släppt på Indigo Records.

## Låtlista
1. Oh My Lover
2. O Stella
3. Dress
4. Victory
5. Happy and Bleeding
6. Sheela-Na-Gig
7. Hair
8. Joe
9. Plants and Rags
10. Fountain
11. Water